# 砂之器
《砂之器》（日语：砂の器），是日本作家松本清張的推理小說，此小說被譽為日本社會派推理小說殿堂級的作品，先後被無數次改篇為電視或電影。「砂之器」的意思是「用砂子捏製而成的器皿」。小說於1960年5月17日到1961年4月20日間在《讀賣新聞》夕刊連載，同年由光文社出版。

## 原著小說的故事簡介
某年5月11日深夜，一名男子被殺害并陈尸于日本国有铁道蒲田站的編組場。被害者身份不明，死因是飲下含有安眠劑的威士忌之後被扼殺，兇手再以石頭毆擊其面部。唯一的线索是其被害前曾在附近小酒馆与另一名約三、四十歲的男子交談对饮，席间流露日本東北口音，並曾多次提及「龜田（かめだ，Kameda）」，但不知「龜田」是指一個人、一個地方或有其他意思。
探員今西榮太郎和吉村弘到秋田縣岩城町鄉郊的「龜田」地方查探，只知一星期前，有一名三、四十歲穿著破舊西裝、貌似勞工階級的男子在曾入住當地高級旅館，該男子行為古怪，只在龜田待了一天。今西查無所獲，準備回東京時，在龜田車站遇到東京文藝界的四個年輕人：作曲家和賀英良，劇作家武邊豐一郎，評論家關川重雄、及畫家片沢睦郎，四人正到Ｔ大去參觀火箭研究所。
其後，死者養子三木彰吉出現，證實死者是自岡山縣英田郡外出旅行的51歲雜貨商三木謙一。三木謙一於二十年前曾在岛根县的「龜嵩（かめだけ，Kamedake）」派出所擔任巡查，為人善良，樂於助人，是一位深受當地村民愛戴的模範警察，村民都津津樂道他的善行。三木彰吉退休後在岡山縣江見町開雜貨店。4月7日起從江見町出發到關西一帶旅行，曾到岡山市、京都、奈良、吉野、名古屋、伊勢市。到伊勢市後，突然改變行程到東京，并於5月11日深夜陳屍東京蒲田停車場。
尽管死者身份獲確認，警視廳的調查工作依然相當困難。搜査第一課的今西警部補通过追踪三木的生前所为，注意到一個叫本浦千代吉的人。本浦千代吉原籍石川縣江沼郡，昭和九年（1934年）因得了痲瘋病而被妻子離棄，千代吉帶著兒子秀夫四處流浪，尋找能治痲瘋病的廟。三年後到達島根縣仁多郡仁多町龜嵩時，被當地巡查三木謙一安排入住岡山縣兒多郡的痲瘋病療養所。7歲的本浦秀夫被沒有孩子的三木夫妇收养。但不久秀夫從三木家出走，從此下落不明、音訊全無。
前衛劇團的事務員成瀨利惠子，被發現曾於5月19日的火車內打開窗戶，撒出白色的纸片状的物品；事後今西榮太郎经过艰苦的搜寻，發現撒出的是染血的布片，推斷利惠子是幫助兇手處理行兇後的血衣。由於利惠子剛自殺身亡，榮太郎只好向和成瀨利惠子相熟的新劇團演員宮田邦郎查詢。宮田邦郎約今西第二天再會面詳談，但在會面前宮田邦郎因心臟麻痺突然逝世。今西並查到宮田邦郎曾到过秋田縣的龜田。
另外，吧女三蒲惠美子是今西妹妹的租客，似乎和關川重雄有關連，今西向她打探關於關川重雄的消息後，她突然辭去酒吧的工作並搬離今西妹妹的房子，之後更因突然的流產而引起大量出血致死。
三木謙一的被殺、成瀨利惠子的自殺、宮田邦郎的突然心臟病發、三蒲惠美子的流產致死，幾件事件有否關連？誰會有動機去殺害一個善良並樂於助人的退休模範警察呢？探員今西榮太郎和吉村弘正一步一步的破解。

## 原著小說的人物

### 警視廳相關
- 今西榮太郎：警視廳搜查第一課的刑警。平時喜歡創作俳句。有一妹妹居於川口。
- 吉村弘：一位年輕的刑警，協助今西榮太郎查探。
- 黑崎：警視廳搜查第一課的主任，亦是案件的搜查主任。

### 東京文藝界相關
- 和賀英良：日本新潮派的年輕作曲家，28歲。生於昭和八年（1933年），本籍大阪市浪速區，京都府立高等學校畢業，上京後受藝大烏丸孝篤教授的指導。他從事充滿現代感和前衛性的「具體音樂」（music concrete），剛與內閣大臣的千金訂婚，是備受矚目的明日之星，即將赴美發展。原名本浦秀夫。
- 關川重雄：評論家，29歲。他善於用大眾傳播，常用輕蔑的口氣批評大眾傳播，批判藝文界的老前輩為「利用過去的幻影一般的背景以謀取利益的人」，但實際上他的言論都是為名為利。
- 武邊豐一郎：劇作家。
- 片沢睦郎：畫家。
- 笹村一郎：導演。
- 淀川龍太：建築師。
- 成瀨利惠子：前衛劇團的事務員，女，25歲。
- 宮田邦郎：前衛劇團演員。暗戀成瀨利惠子。
- 田所佐知子：新進雕刻家，和賀英良的未婚妻，23-24歲。
- 田所重喜：田所佐知子之父，前任大臣，政界的知名人物。
- 三浦惠美子：關川重雄的女友，在酒吧工件。
- 和賀英藏：和賀英良之父，與妻子同死於昭和二十年（1945年）3月14日的大空襲中。為本浦秀夫編造生父。
- 和賀君美子：和賀英良之母，與丈夫同死於昭和二十年（1945年）3月14日的大空襲中。為本浦秀夫編造生母。

### 三木家
- 三木謙一：雜貨商，51歲，身材稍瘦。曾在島根縣仁多郡仁多町的龜嵩派出所擔任巡查，他心地善良、樂於助人，是一位深受愛戴的模範警察；昭和十三年（1938年）退休，退休後在岡山縣江見町開雜貨店。案發時在關西一帶旅行，曾到岡山、京都、奈良、吉野、名古屋、伊勢市。在伊勢市突然改變行程到東京。約於5月11日深夜陳屍東京蒲田停車場。
- 三木彰吉：雜貨商，三木謙一之養子。

### 本浦家
- 本浦千代吉：生於明治三十八年（1905年），原籍在石川縣江沼郡，昭和九年（1934年）得了痲瘋病，妻子離開，他帶著兒子本浦秀夫四處流浪，尋找能治痲瘋病的廟。到達島根縣仁多郡仁多町龜嵩時，被安排入住當地的痲瘋病療養所「慈光園」，昭和三十二年（1957年）在療養所逝世。
- 本浦瑪撒：本浦千代吉之妻，生於明治四十三年（1910年），亡於昭和十年（1935年）。原籍石川縣山中町。本浦千代吉患痲瘋病後，瑪撒便離開了他。
- 本浦秀夫：本浦千代吉之子，生於昭和六年（1931年），7歲時父親入住痲瘋病療養，暫由三木謙一照顧，之後出走，下落不明。其實就是後來的和賀英良。

## 改編電影
1974年制作、野村芳太郎導演、橋本忍、山田洋次編劇。1980年由上海电影译制厂配音并在中国大陆发行。本片也是台灣在1980年代恢復開放日本電影初期，首批上映的影片之一。1974年10月19日放映。

### 出演
- 今西榮太郎：丹波哲郎
- 和賀英良/本浦 秀夫：加藤剛
- 三木謙一：緒形拳
- 吉村弘：森田健作
- 高木理恵子：島田阳子
- 田所佐知子：山口果林
- 電影院老闆：渥美清
- 捜査一課長：內藤武敏
- 捜査一課三係長：稻葉義男
- 安本・三木前同事：花澤德衛
- 三森署署長：松本克平
- 本浦千代吉：加藤嘉
- 田所重喜：佐分利信
- 桐原小十郎：笠智眾

## 改編電視劇
1. TBS電視系列，1962年2月23日及3月2日於近鐵金曜劇場播出的電視劇（全2回）。
2. 富士電視台系列，1977年10月1日～11月5日金色電視劇系列播出的電視劇（全6回）。
3. 富士電視台系列，1985年2月22日於金曜女性電視特別系列播出的電視劇（全1回）。
4. 朝日電視台系列，1991年10月1日於松本清張作家活動40年記念播出的電視劇（全1回）。
5. TBS電視系列，2004年1月18日到2004年3月28日於日曜劇場播出的電視劇（全11回）。最高收視率達到26.3%，平均收視率19.6%。
6. 朝日電視台系列，2011年9月10日-11日兩晚連播（全2回）。本應於2011年3月12日-13日播放，因東日本大地震而延期半年播放。此為朝日電視台第2次翻拍改編。於2012年東京國際戲劇節獲得優秀作品賞（單發特別劇）。
7. 富士電視台系列，2019年3月28日於富士電視台開局60周年特別企劃紀念播出的電視劇（全1回）。收視率為11.1%。

### 1962年版

#### 出演
- 今西榮太郎：高松英郎
- 吉村弘：月田昌也
- 和賀英良：夏目俊二
- 關川重雄：天知茂

#### 工作人員
- 大垣肇 (編劇)
- TBS電視台 (製作)

### 1977年版

#### 出演
- 今西榮太郎：仲代達矢
- 和賀英良：田村正和
- 成瀨理惠：神崎愛
- 關川重雄：中尾彬
- 吉村弘：山本亘
- 宮田邦郎：小川真司
- 三浦惠美子：奈美悅子
- 田所佐知子：小川知子
- 田所重喜：小澤榮太郎
- 三木謙一：本郷淳
- 本浦千代吉：坂本長利

#### 工作人員
- 富永卓ニ (導演)
- 隆巴 (編劇)
- 菊池俊輔 (音樂)
- 村上光一 (企劃)
- 松木征二、中村壽男 (監製)
- 富士電視台、俳優座電影放送 (製作)

### 1991年版

#### 出演
- 今西榮太郎：田中邦衛
- 和賀英良：佐藤浩市
- 吉村弘：伊原剛志
- 田所佐知子：國生小百合
- 成瀨理惠子：岡真由美
- 三木謙一：下條阿童木
- 本浦千代吉：高橋長英
- 關川：船越英一郎
- 宮田邦郎：北詰友樹
- 三浦惠美子：矢代朝子
- 田所重喜：渥美國泰
- 俱樂部的媽媽桑：赤座美代子
- 桐原小十郎：奧村公延
- 今西之妻：大空眞弓

#### 工作人員
- 池廣一夫 (導演)
- 竹山洋 (編劇)
- 椎塚彰 (攝影)
- 木村政作 (燈光)
- 土屋和之 (收音)
- 小六禮次郎 (音樂)
- 大映電視台 (製作)
- 柳田博美（大映電視台）、坂梨港(電通) (監製)

### 2004年版

#### 出演
- 和賀英良：中居正廣[1]
- 成瀨麻美：松雪泰子（被七四年電影中省略的小配角，在電視劇中變成了女主角）
- 關川雄介：武田真治
- 吉村雅哉：永井大
- 田所綾香：京野琴美
- 本浦千代吉：原田芳雄
- 今西修一郎：渡邊謙
- 三木謙一：赤井英和
- 田所重喜：夏八木勳
- 桐原小十郎：織本順吉
- 麻生讓：市村正親
- 本浦秀夫（英良幼時）：齋藤隆成

#### 工作人員
- 龍居由佳里（劇本）
- 福澤克雄、金子文紀、山室大輔（導演）
- 千住明（音樂）
- 伊佐野英樹、瀬戸口克陽 （監製）
- TBS電視台（製作）

#### 改編作品與原作的不同
在以往原作與電視電影中，父子二人流浪的原因是父親得到麻瘋病，但2004年的電視版當中，和賀英良之父本浦千代吉因為一些理由而遭到村八分（被村人絕交），結果生活過得非常艱難，在妻子病死後非常憤怒，在村裡放火，並殺害三十人後逃跑。其實這個設定是引自松本清張以津山事件為本的「趨往黑闇的獵槍」。變更設定的理由主要是因為時代已經變化，再加上播出前一年的2003年11月，於黑川溫泉（熊本縣）發生一起拒絕原麻瘋病患者投宿事件，影響很大。此外，原作裡的秀夫是趁戰亂之際而得以假冒和賀英良之名，不過為了時代整合性的問題，在2004年版電視劇中秀夫寫成在長崎孤兒院時，假冒在長崎大水災死去的小學同學之名而成為和賀英良。
同時，與小說版最大的不同在於「改變、潤色」。電影版（1974年）就已經做了設定上的變更，和賀英良由前衛作曲家變成天才鋼琴家與古典音樂作曲家，並且在這個設定上，他創作出基於以背負過去悲哀宿命為出發點的的鋼琴協奏曲「宿命」，而這首歌曲實際上則是菅野光亮（電影版、1974年、由音樂監督芥川也寸志協力完成）、千住明（2004年電視版）作曲，從此成為故事的三根支柱：即特定蒲田停車場殺人事件的嫌犯是某人、為了請求發下逮捕狀而開「搜查會議、和賀英良作曲兼鋼琴演奏（電影版還有「指揮」的任務）鋼琴協奏曲「宿命」的「大禮堂演奏會場」，同時在演奏時和賀腦海裡不斷浮現「過去的回想場面」－都使用這首歌曲，成為日本映像虛構史上最有獨創性的戲劇發揚及構成感情的淨化。2004年的電視劇中，調查案情的兩位刑警的名字有更改（今西榮太郎→今西修一郎；吉村弘→吉村雅哉）。

#### 主題歌
- 溫柔的吻（DREAMS COME TRUE）

#### 副題・播放日期・收視率
1. 「宿命が、痛み出す」（2004年1月18日）26.3%（69分）
2. 「目撃者」（2004年1月25日）20.3%
3. 「もう戻れない悲しみ」（2004年2月1日）19.4%
4. 「亀嵩の謎」（2004年2月8日）16.7%
5. 「崩れ始めた嘘の人生」（2004年2月15日）19.1%
6. 「迫り近づく刑事の影」（2004年2月22日）18.8%
7. 「絶対に隠したい秘密」（2004年2月29日）18.6%
8. 「聞こえてきた父の声」（2004年3月7日）18.65%
9. 「逃亡」（2004年3月14日）15.8%
10. 「宿命・最終楽章前編」（2004年3月21日）18.2%（59分）
11. 「完結編・宿命の再会」（2004年3月28日）21.5%（69分）

- 平均收視率19.39%

| TBS電視台 周日劇場                         | TBS電視台 周日劇場                    | TBS電視台 周日劇場 |
| ------------------------------------------ | ------------------------------------- | ------------------ |
|                                            | 砂之器 （2004.1.18 - 2004.3.28）      |                    |
| 末子長男姐三人 （2003.10.12 - 2003.12.21） | Orange Days （2004.4.11 - 2004.6.20） |                    |

### 2011年版

#### 出演
- 吉村弘：玉木宏
- 山下洋子：中谷美紀（原創人物）
- 和賀英良：佐佐木藏之介
- 今西榮太郎：小林薰
- 田所佐知子：加藤愛
- 三浦惠美子：紺野真昼
- 關川雄介：長谷川博己
- 旁白：三上博史

#### 工作人員
- 竹山洋（腳本）
- 藤田明二（導演）
- 五十嵐文郎（製作人）
- 藤本一彦（朝日電視台）、河瀬光（東映）、小野川隆（東映，監製）
- 朝日電視台、東映（製作）

#### 收視率
| 第1夜                                                      | 2011年9月10日 | 16.6% | 123分 |
| 第2夜                                                      | 2011年9月11日 | 13.1% | 126分 |
| 平均視聴率 15.0%（視聴率は関東地区・ビデオリサーチ社調べ） |               |       |       |

| 香港 無綫劇集台 星期六15:00-17:00及21:00-23:00                             | 香港 無綫劇集台 星期六15:00-17:00及21:00-23:00 | 香港 無綫劇集台 星期六15:00-17:00及21:00-23:00 |
| -------------------------------------------------------------------------- | ---------------------------------------------- | ---------------------------------------------- |
|                                                                            | 砂之器 （2012.05.05 - 2012.05.12）             |                                                |
| 血色草莓夜．死亡序章 （2012.03.17） 血色草莓夜 （2012.03.24 - 2012.04.28） | 最強名醫 （2012.05.19 - 2012.06.09）           |                                                |
| 香港 無綫電視翡翠台 星期一 凌晨劇集時段 （每次播映一集）                   |                                                |                                                |
| （2013.07.08 - 2013.08.19）                                                | 砂之器 （2013.08.26 - 2013.09.02）             | 新丁禮儀師 （2013.09.09 - 2013.10.07）         |

### 2019年版

#### 出演
- 今西 榮太郎：東山紀之 (警視廳搜查一課 刑警)
- 和賀 英良/本浦 秀夫：高橋來→中島健人 (天才作曲家)
- 成瀬 梨絵子：土屋太鳳 (和賀的愛人，調酒師)
- 吉村 弘：野村周平 (涉谷西警察署 年輕刑警)
- 田所 佐知子：櫻井日奈子 (和賀的婚約者,田所重吉之女)
- 佐佐木 誠：杉本哲太 (管理官)
- 岡本 多恵：泉平子 (亀嵩ひかり學園前職員)
- 田所 重吉：北大路欣也 (文部科學大臣) *特別出演
- 三木 謙一：高嶋政伸 (被害者，亀嵩ひかり學園職員)
- 早坂 琴美：黑木瞳 (和賀所屬音樂經紀公司社長)
- 本浦 千代吉：柄本明 (本浦秀夫的父親)
- 和賀 康介：升毅 (和賀英良的父親)
- 藤田 太一郎：野間口徹 (亀嵩ひかり學園園長)
- 神崎 圭吾：佐野史郎 (語言學家)
- 今西 芳子：國仲涼子 (今西榮太郎的前妻)
- 柄谷 正晃：溫水洋一 (列車乘客)
- 山岡 友也：星田英利
- 片澤 陸郎：桐山漣
- 武辺 豐一郎：須田邦裕
- 山内 和代：室井滋
- 折原 茂雄：平泉成

#### 工作人員
- 橋本忍、山田洋次 （構成）
- 小峯裕之 （編劇）
- 眞鍋昭大（主題曲）
- Face 2 fAKE（音樂）
- 後藤博幸（富士電視台）、荒井俊雄（富士電視台）（監製）
- 河毛俊作 （導演）
- 富士電視台 （製作）

## 外部連結
- TBS砂之器 （页面存档备份，存于）
- 朝日電視台砂之器 （页面存档备份，存于）